# Facultad de Comunicación de la Universidad de Navarra
La Facultad de Comunicación de la Universidad de Navarra, conocida de forma acronímica como Fcomunav o FCOM, es una facultad universitaria española que ofrece estudios oficiales de grado y posgrado en sus sedes de Pamplona y Madrid. En el origen, fue la primera entidad docente en ofrecer estudios universitarios de Periodismo en España desde su fundación en 1958. El 8 de noviembre de 1971 se transformó en Facultad. En 1972 se produjo el reconocimiento de efectos civiles a los estudios de periodismo impartidos por Decreto 891/1972 de 13 de abril, que implicó la desaparición de las antiguas Escuelas de Periodismo.

## Historia
La Facultad de Comunicación de la Universidad de Navarra, antiguo Estudio General de Navarra (EGN), fue fundada en 1958 bajo el nombre de Instituto de Periodismo por iniciativa de San Josemaría Escrivá de Balaguer, fundador de dicha universidad. De esta forma se dio el primer paso para la creación de facultades o escuelas de Periodismo en las universidades españolas. Antonio Fontán, que había sido catedrático de Filología Latina en la Universidad de Granada y director de La Actualidad Española, asumió la dirección del Instituto. Contaba, además, con Ángel Benito -posteriormente primer catedrático de Periodismo de España en 1974 en la Universidad Complutense de Madrid - como subdirector; y José Luis Martínez Albertos —decano vitalicio del Consejo Consultivo de Fundadores de la Sociedad Española de Periodística—, como secretario.
El primer curso se inició en octubre de ese mismo año con 25 profesores y 39 alumnos matriculados procedentes de doce países: España, México, Chile, Colombia, Estados Unidos, Argentina, Italia, Gran Bretaña, Trinidad, Portugal, Venezuela e India. Entre los alumnos participó Esteban López-Escobar, que en 1972 se incorporó al claustro de profesores, siendo el primer alumno y profesor de la Facultad. López-Escobar obtuvo el cargo de Catedrático de Opinión Pública y fue el primer director de este mismo departamento. En 1967 Carlos Soria se incorporó al claustro académico como profesor de Derecho de la Información, y posteriormente fue el Decano de la Facultad (1975-1984).
En 1960 el EGN se bautiza, por reconocimiento de la Santa Sede, en Universidad de Navarra. Dos años más tarde será el Instituto de Periodismo el que pase a ser facultad. En 1992 comienzan a ofertarse dos nuevas titulaciones: Comunicación Audiovisual, y Publicidad y Relaciones Públicas.
De esta forma, la ampliación de uno a tres grados supuso una refundación, haciendo necesaria la formación de una nueva plantilla de profesores y la construcción de un nuevo edificio. El proyecto estuvo a cargo del arquitecto Ignacio Vicens, y su inauguración tuvo lugar en 1996, dando lugar a lo que hoy se conoce como Facultad de Comunicación o Fcomunav. El Grado en Publicidad y Relaciones Públicas dejó de ofertarse a partir del curso 2015-2016, tras la implantación del nuevo Grado en Marketing, como respuesta a las nuevas necesidades formativas que demandaba la industria de la comunicación.
Desde sus inicios, la Facultad de Comunicación se ha interesado por mantener un equilibrado enfoque entre la teoría y la práctica en sus enseñanzas. A día de hoy, además de las clases teóricas, los alumnos reciben, desde primer curso y de forma regular, diversas prácticas con el fin de inculcarles diferentes valores y habilidades de las correspondientes titulaciones. Para ello, los estudiantes cuentan con las siguientes instalaciones:
- 17 aulas para docencia.
- 9 salas de desarrollo y análisis.
- 5 estudios de radio y 3 salas de edición.
- 6 salas de edición audiovisual y sala de control de realización.
- 2 platós de televisión.
- 2 salas de ordenadores.
- Laboratorio multimedia.

Por otro lado, Fcomunav cuenta con una emisora de radio, Radio Universidad de Navarra y una revista cultural de actualidad, Nuestro Tiempo, que a día de hoy es una de las más veteranas en el panorama periodístico español.
Radio Universidad de Navarra nació con la vocación de ser un laboratorio docente de radio y sonido, además de una plataforma de producción sonora y digital de los alumnos de la Facultad. Desde el curso 2015-2016 emite online por diferentes vías como streaming, podcasting o servicios de radio a la carta. Su propio carácter universitario hace que su programación se centre en la actualidad informativa sin dejar de lado cuestiones como la cultura, la opinión o el deporte. Forma parte de la Ascociación de Radios Universitarias de España (ARU) desde el curso 2010-11, asociación sin ánimo de lucro que reúne a 26 estaciones radiofónicas universitarias que emiten desde 29 universidades españolas, tanto públicas como privadas.

## Titulaciones
La Facultad de Comunicación imparte en la actualidad tres grados y tres posgrados, además de algunos programas de especialización. Como se ha dicho anteriormente, el grado de Publicidad y Relaciones Públicas fue sustituido por el de Marketing para que los estudiantes pudiesen dar una respuesta más precisa a las nuevas demandas del mercado. A partir del curso 2018-2019, además, Fcomunav contará con un nuevo Máster en Reputación Corporativa, que se impartirá en Madrid, donde ya se oferta el Máster en Gestión de Empresas de Comunicación.

### Grado
- Periodismo.
- Comunicación Audiovisual.
- Marketing.

### Especializaciones
- Comunicación de Moda.
- Comunicación Institucional.
- Producción de Artes Escénicas.

### Dobles grados
- Filología Hispánica y Comunicación Audiovisual.
- Filología Hispánica y Periodismo.
- Filosofía y Periodismo.
- Historia y Periodismo.

### Posgrado
- Máster en Comunicación Política y Corporativa (MCPC).
- Máster en Gestión de Empresas de Comunicación (MGEC).
- Máster en Reputación Corporativa (MERC) (a partir del curso 2018-2019).

## La investigación

### Tesis defendidas
El 10 de marzo de 1979 el profesor de la Facultad Ángel Faus defendió la primera tesis doctoral en Comunicación en España. Desde entonces, un total de 296 investigadores han defendido su tesis doctoral en Fcomunav. El Programa para Doctorados comenzó su recorrido en el curso 1986-87, como respuesta al Real Decreto 185/1985 de 23 de enero (BOE 16 de febrero de 1985), que regulaba el tercer ciclo de estudios universitarios. A día de hoy, y asociado a este Programa de Doctorado, la Facultad de Comunicación imparte junto al Instituto Cultura y Sociedad (ICS) el Máster en Investigación en Ciencias Sociales (MICS), aprobado el 19 de julio de 2012 (BOE 8 de septiembre de 2016).
La investigación de la Facultad se articula a través de las líneas de estudio y análisis de sus cuatro departamentos: Opinión Pública, Proyectos Periodísticos, Empresa Informativa y Cultura y Comunicación Audiovisual.

### Digital Unav - Center for Internet Studies and Digital Life
El Center for Internet Studies and Digital Life nació el 29 de septiembre del 2013. Asociado a la Facultad de Comunicación, la misión de este centro de investigación es analizar el impacto y las formas de la actividad digital en el variable y complejo campo comunicativo. Más de treinta profesionales trabajan actualmente en este centro, cuya investigación abarca el uso de las redes sociales, el periodismo digital, la publicidad interactiva, los nuevos modelos de negocio para las empresas de comunicación o el impacto de internet en campañas electorales.

## Posicionamiento
La Facultad de Comunicación de la Universidad de Navarra (Fcomunav) es líder en estudios de Comunicación en España, y está situada entre las cincuenta mejores del mundo, según el ranking QS by Subject, siendo además la 5.ª a nivel mundial entre las de tamaño medio (tras las facultades de Comunicación de London School of Economics, University of California - LA, MIT, y City University of Hong Kong). Todos sus grados y másteres están situados en el podio de los rankings de Grados y Posgrados de El Mundo. La Facultad cuenta en sus aulas con cerca de un millar de alumnos entre los grados y posgrados que ofrece en Pamplona y Madrid.

## Premios
2019: Premio de la Comunicación en la categoría de Excelencia del diario Dircomfidencial.